# Gens Petronia
La gens Petronia fue una importante gens de la República y del Imperio romano.

## Orígenes
El origen de los Petronii no fue romano, sino etrusco, umbro o sabino. En la ciudad umbra de Perusia (moderna Perugia) se han encontrado urnas cinerarias con inscripciones etruscas; una rama de la familia llevó el cognomen Umbrinus; en Montepulciano está atestiguado el arúspice Gaio Petronio, hijo de Crispina (la indicación de la madre es típica de la cultura etrusca); en Praeneste (moderna Palestrina) existen antiguas tumbas de los siglos VII-VI a. C. que llevan el nombre etrusco "Petruni".